# Hans Eckstein (Wasserballspieler)
Johannes „Hans“ Eckstein (* 15. Dezember 1908 in Leipzig; † 13. März 1985 ebenda) war ein deutscher Wasserballspieler.
Eckstein nahm an den Olympischen Spielen 1932 in Los Angeles teil, wo er im Wasserball, zusammen mit seinen Mannschaftskollegen Erich Rademacher, Fritz Gunst, Otto Cordes, Emil Benecke, Joachim Rademacher, Hans Schulze und Heiko Schwartz in der Finalgruppe den zweiten Platz erreichte und damit die Silbermedaille gewann. Gold erreichte die Wasserballmannschaft aus Ungarn.
Nach seiner Spielerkarriere war er als Wasserballschiedsrichter aktiv und war von 1953 bis 1954 Trainer der Wasserballnationalmannschaft der DDR.
Sein Bruder Curt Eckstein war ebenfalls ein erfolgreicher Schwimmsportler.